# Станислав
Станислав или Станислаус је име словенског порекла, што значи неко ко постиже славу. Уобичајена је у словенским земљама средње Европе и југоисточне Европе. Име се проширило и на многе несловенске језике, као што су француски (Станислас), немачки и други.
Женски облик је Станислава.

## Људи са тим именом

### Монарси
- Станислав Лешћински (1677–1766), краљ Пољске
- Станислав Август Поњатовски (1732–1798), краљ Пољске
- Луј Станислас Ксавије (1755–1824), краљ Француске као Луј XVIII

### Уметност, филм и телевизија
- Станислав Лем (1921–2006), пољски писац научне фантастике и филозоф
- Станислав Игнаци Виткјевич (1885–1939), пољски писац, драматург, сликар и филозоф

### Војска и политика
- Станислав Галић (рођен 1943), српски командант
- Станислав Петров (1939–2017), потпуковник совјетских снага противваздушне одбране
- Станислав Шушкевич (1934–2022), белоруски државник и научник
- Станислав Сосабовски (1892–1967), пољски генерал у Другом светском рату
- Станислав Тилих (рођен 1959), немачки политичар ЦДУ лужичкосрпске националности
- Станислав Жолкевски (1547–1620), пољски сзлацхта (племић), магнат и војни командант

### Музика
- Станислав Бинички (1874–1942), српски композитор, диригент и педагог

### Спорт
- Станислав Черчесов (рођен 1963), руски фудбалски менаџер и бивши репрезентативни голман
- Станислав Варга (рођен 1972), словачки фудбалер
- Станислас "Стан" Вавринка (рођен 1985), швајцарски професионални тенисер

### Остало
- Станислав (челник) (фл. 1377), српски племић
- Станислав Лесновски (фл. 1330–42), српски монах-књижев
- Станко Блоудек (1890–1959), словеначки дизајнер авиона и аутомобила
- Станислав Теофилович Шацки (1878–1934), касни царски и раносовјетски хуманистички просветитељ, писац и просветни администратор
- Станислав Улам (1909–1984), амерички математичар рођен у Пољској